# Нигер на летних Олимпийских играх 2004
Республика Нигер принимал участие в Летних Олимпийских играх 2004 года в Афинах (Греция) в девятый раз за свою историю, но не завоевал ни одной медали. Сборную страны представляла 1 женщина.